# 生駒万子
- 生駒万子
- 生駒萬子

生駒 万子（いこま まんし、承応3年（1654年） - 享保4年4月27日（1719年6月14日））は、江戸時代前期から中期の俳人。加賀藩士。諱は重信、通称は伝吉、藤九郎、万兵衛。別号に此君庵、水国亭、水国庵、亀巣など。

## 経歴
承応3年（1654年）、生駒直勝の二男・生駒八郎右衛門の嫡男として金沢に生まれる。
はじめ談林派に学んだという。万子としての史料上の初見は、貞享2年（1685年）の『稲筵』。貞享4年（1687年）の江左尚白編『孤松』に小杉一笑らとともに入集。
元禄2年（1689年）、松尾芭蕉の加賀来訪の際に入門。山口素堂、谷木因とともに芭蕉の三友と言われた。
立花北枝、秋の坊らと交遊し、秋の坊が《寒ければ山より下を飛ぶ雁に物うちになふ人ぞ恋しき》との歌を詠んで無心をすると、《寒ければ山より下を飛ぶ雁に物うちになふ人をこそやれ》と返歌して炭を贈るなど、経済面で俳友を助けたという。越中井波の浪化とは姻戚であり親しく交わった。また、各務支考の庇護者でもあった。
享保4年（1719年）4月27日、享年66をもって没。法名は水国亭一道万子居士。金沢の高巌寺に葬られた。
編著に、浪化・支考との共編『そこの花』や、遺稿となった『金蘭集』がある。

## 年譜
- 承応3年（1654年） 出生
- 寛文6年（1666年） 父・八郎右衛門没。家督を継ぐも、13歳であったため、藩法により、父の知行1000石のうち300石を受ける。
- 寛文11年（1671年） 奥小姓組
- 延宝元年（1673年） 知行1000石に復する。
- 延宝7年（1679年） 馬廻組
- 元禄16年（1703年） 普請奉行
- 宝永2年（1705年）5月 先筒頭
- 享保4年（1719年）4月27日 没

## 代表句
- 酔た手で若菜摘むべき雪間哉
- 炉塞の空の景色や青だゝみ
- 岩踏んで一目一目のさくら哉
- 思へども雑の哥書く扇かな
- 一とせや餅つく臼のわすれ水
- 秋草に何のゆかりぞ黒き蝶
- のむ程に三日月かゝる桜哉
- 夏野来て思ひもかけず川に橋